# Pajarito (ort)
Pajarito är en ort i Colombia.   Den ligger i departementet Casanare, i den centrala delen av landet, 170 km öster om huvudstaden Bogotá. Pajarito ligger 793 meter över havet och antalet invånare är 1 258.
Terrängen runt Pajarito är bergig norrut, men söderut är den kuperad. Pajarito ligger nere i en dal. Runt Pajarito är det glesbefolkat, med 14 invånare per kvadratkilometer. Pajarito är det största samhället i trakten. I omgivningarna runt Pajarito växer i huvudsak städsegrön lövskog.